# Plaza Aragón (métro de Mexico)
Plaza Aragón est une station de la Ligne B du métro de Mexico, dans les délégations Ecatepec et État de Mexico.

## Situation sur le réseau

Plan du métro.

Établie en surface, la station Plaza Aragón, de la ligne B du métro de Mexico, est située entre la station Ciudad Azteca, terminus nord de la ligne, et la station Olímpica, en direction du terminus sud-ouest Buenavista,.
Elle dispose de deux voies et un quai central.

## Histoire
La station Plaza Aragón est mise en service le 30 novembre 2000, lors de l'ouverture à l'exploitation de la du prolongement de la ligne B du métro de Mexico, long de 10,2 km entre l'ancien terminus Villa de Aragón et le nouveau terminus Ciudad Azteca. Elle est nommée en référence à un centre commercial voisin. Son symbole est un stand de marché.